# Harold Snoad
Harold Edward Snoad (ur. 28 sierpnia 1935 w Middlesex, zm. 2 czerwca 2024) – brytyjski reżyser komediowy i producent filmowy. W 1963 ożenił się z Anną Christine Cadwallader, z którą miał dwoje dzieci.

## Filmografia
Jako reżyser:
- Wspomnienia Hiacynty Bukiet (1997)
- All Night Long (1994)
- Co ludzie powiedzą? (1990-1995)
- Brush Stokes (1986-1991)
- Hilary (1984-1986)
- Ever Decreasing Circles (1984-1989)
- Tears Before Bedtime (1983)
- Don't Wait Up (1983-1990)
- Not Now, Comrade (1976)
- Are You Being Served? (1972-1985)
- Idle at Work (1972)
- Sykes and a Big Big Show (1971)
- Armia tatuśka (1968-1977)

Jako producent:
- All Night Long (1994)
- Co ludzie powiedzą? (1990-1995)
- Ever Decreasing Circles (1984-1989)
- Don't Wait Up (1983-1990)
- New Adventures of Lucky Jim, The (1982)
- No Appointment Necessary (1977)
- Casanova '73 (1973)
- His Lordship Entertains (1972)
- Are You Being Served? (1972-1985)